# Verdwijnkast
Een Verdwijnkast (Engels: Vanishing Cabinet) is een magisch object uit de Harry Potter-boekenreeks van de Britse schrijfster J.K. Rowling.
Het is een kast die op magische wijze in verbinding staat met een tweede Kast op een andere plaats in de toverwereld. Verdwijnkasten werden vooral tijdens de Eerste Tovenaarsoorlog gebruikt. Men kon ermee ontsnappen aan de Dooddoeners, wanneer zij mensen in het nauw dreven. Het enige nadeel is dat de locatie van de tweede Kast vaak niet bekend is en daarom een potentieel gevaar met zich meebrengt. De spreuk waarmee een Verdwijnkast geactiveerd wordt is Harmonia Nectere Passus.
In de Harry Potter-boeken is maar van twee Verdwijnkasten de locatie bekend: de eerste is gelokaliseerd in Zweinstein, de tweede in de winkel van Odius & Oorlof. In Harry Potter en de Geheime Kamer komt Harry Potter per ongeluk in die winkel terecht. Wanneer Lucius Malfidus en zijn zoon Draco de zaak binnenstappen, verbergt Harry zich in de Verdwijnkast die hij als gewone kast beschouwde. In werkelijkheid zou hij getransporteerd moeten worden naar de Kast in Zweinstein. De deur van de Kast waarin Harry zich verstopte was echter niet voldoende gesloten om dit proces in gang te laten schieten. Later in het boek wordt de Verdwijnkast op Zweinstein vernield door Foppe de Klopgeest door toedoen van Haast Onthoofde Henk. Hij probeerde namelijk Harry te redden van Argus Vilders straf en zorgde hierbij voor een afleidingsmanoeuvre. Wanneer Vilder de schade ontdekt wordt hij kwaad, want de zwart met gouden kast zou volgens hem van onschatbare waarde zijn.
In Harry Potter en de Orde van de Feniks wordt Gerard Van Beest van Zwadderich opgesloten in de Verdwijnkast door Fred en George Wemel. Toen hij zichzelf er eenmaal uit bevrijd had was hij helemaal verward, want blijkbaar kon hij op een speciale manier reizen tussen de Kast op Zweinstein en de verbonden Kast in de winkel van Odius & Oorlof. Toen bleek al dat de Kasten in zekere zin op magische wijze met elkaar in verbinding stonden. Van Beest wist uiteindelijk uit de Kast te Verdwijnselen, ondanks het feit dat hij zijn Verschijnselbrevet nog niet had. Hij werd teruggevonden door Draco Malfidus in een toilet op de vierde verdieping. Hij is ook degene die Malfidus op de hoogte bracht van de krachten van de Verdwijnkast en hem met zijn ervaringen op het idee bracht de Kasten te gaan gebruiken. De Verdwijnkast wordt na het incident verplaatst van de eerste verdieping naar de Kamer van Hoge Nood op de zevende verdieping van Zweinstein.
In Harry Potter en de Halfbloed Prins krijgt Draco Malfidus een speciale opdracht van Heer Voldemort toebedeeld. Hij moet het schoolhoofd, Perkamentus, doden en hiervoor alle mogelijke middelen inschakelen. Malfidus wil de Dooddoeners laten infiltreren op Zweinstein, maar moet daarvoor eerst de kapotte Verdwijnkast onopgemerkt repareren; Verschijnselen op Zweinstein is namelijk niet mogelijk en andere mogelijkheden om mensen ongezien binnen te laten zijn er niet. Op het einde slaagt Malfidus erin de Kast te repareren en buitenstaanders het kasteel binnen te laten.
In Harry Potter en de Relieken van de Dood wordt de Kamer van Hoge Nood vernietigd door Duivelsvuur tijdens de Slag om Zweinstein. Dit gebeurt door toedoen van Vincent Korzel die probeert te voorkomen dat Harry Potter een Gruzielement zou bemachtigen. Alle voorwerpen die de Kamer bevatte, inclusief de Verdwijnkast, werden hierbij onherroepelijk vernield.